# Барв'ю (Орегон)
Барв'ю (англ. Barview) — переписна місцевість (CDP) в США, в окрузі Кус штату Орегон. Населення — 1890 осіб (2020).

## Географія
Барв'ю розташований за координатами 43°20′54″ пн. ш. 124°18′24″ зх. д. / 43.34833° пн. ш. 124.30667° зх. д. (43.348305, -124.306642).  За даними Бюро перепису населення США в 2010 році переписна місцевість мала площу 4,64 км², з яких 3,58 км² — суходіл та 1,06 км² — водойми.

## Демографія
Згідно з переписом 2010 року, у переписній місцевості мешкали 1844 особи в 736 домогосподарствах у складі 478 родин. Густота населення становила 397 осіб/км².  Було 853 помешкання (184/км²).
Расовий склад населення:
| - 89,5 % — білих - 3,4 % — корінних американців - 1,0 % — азіатів - 0,3 % — чорних або афроамериканців - 0,1 % — вихідців з тихоокеанських островів |

До двох чи більше рас належало 5,0 %. Частка іспаномовних становила 4,6 % від усіх жителів.
За віковим діапазоном населення розподілялося таким чином: 21,6 % — особи молодші 18 років, 57,9 % — особи у віці 18—64 років, 20,5 % — особи у віці 65 років та старші. Медіана віку мешканця становила 44,4 року. На 100 осіб жіночої статі у переписній місцевості припадало 100,4 чоловіків;  на 100 жінок у віці від 18 років та старших — 98,4 чоловіків також старших 18 років.
Середній дохід на одне домашнє господарство  становив 43 845 доларів США (медіана — 32 743), а середній дохід на одну сім'ю — 51 192 долари (медіана — 40 417). За межею бідності перебувало 30,3 % осіб, у тому числі 52,7 % дітей у віці до 18 років та 2,2 % осіб у віці 65 років та старших.
Цивільне працевлаштоване населення становило 499 осіб. Основні галузі зайнятості: освіта, охорона здоров'я та соціальна допомога — 12,2 %, науковці, спеціалісти, менеджери — 11,0 %, мистецтво, розваги та відпочинок — 9,8 %, роздрібна торгівля — 9,6 %.